# David Kent (storico)
David Cyril Kent (Mount Lawley, 3 febbraio 1941) è uno storico della musica australiano e scrittore di cultura pop.
Kent ha prodotto il Kent Music Report, una classifica musicale ufficiale, compilandola dal maggio 1974 al 1996; era conosciuto come Australian Music Report dal 1987. I Report erano un elenco settimanale delle posizioni nelle classifiche nazionali Top 100 di singoli e album. I resoconti musicali di Kent furono usati dall'Australian Recording Industry Association (ARIA) come sue classifiche ARIA ufficiali dalla metà del 1983 fino al luglio 1988, quando ARIA sviluppò un report interno.
Kent ha continuato a pubblicare settimanalmente il suo Australian Music Report fino al 1996. Nel 1993, Kent ha raccolto le sue classifiche in un libro, Australian Chart Book, 1970-1992. Sono seguiti l'Australian Chart Book (1940–1969) nel 2005, Australian Chart Book (1993–2005) nel 2006, e The Australian Top 20 book (1940–2006) nel 2007.

## Biografia
David Kent è nato a Mount Lawley (un sobborgo di Perth), nell'Australia occidentale, da Cyril Kent (un chimico industriale) e Marjorie Goodwin Dalton Kent.
Quando era giovane l'Australia non aveva un sistema di classifiche a livello nazionale per singoli o album e Kent ascoltava diverse trasmissioni radio compilando un conteggio delle posizioni fornite dalle stazioni radio di Sydney.
Nel 1958, la stazione radio 2UE fornì le prime classifiche di distribuzione nei negozi di dischi, con la prima classifica nazionale, compilata per Go-Set dal giornalista rock Ed Nimmervoll, che apparve nell'ottobre 1966. Kent ha lavorato per case discografiche, EMI e Polygram, e ha collezionato classifiche discografiche come hobby. Per 18 mesi, Kent ha studiato le classifiche musicali australiane e ha sviluppato un sistema di classificazione basato sulle classifiche delle stazioni radio di tutto il paese, e dal maggio 1974 ha compilato il Kent Music Report. Gli obiettivi di Kent erano di fornire all'industria musicale australiana informazioni su singoli e album e di raccontare la storia dei gusti musicali. Il Kent Music Report è stato venduto commercialmente dopo il luglio 1974, ed è diventato l'unico rapporto a livello nazionale dopo la scomparsa di Go-Set in agosto.
Kent ha ampliato la sua attività e, dal 1976, ha incorporato i dati di vendita effettivi per integrare le informazioni provenienti dalle stazioni radio. Nel 1977, le principali case discografiche usavano le informazioni sui suoi rapporti nella pubblicità. Lo staff di Kent ha inviato sondaggi ai negozi al dettaglio, ha raccolto i dati sulle vendite insieme alle classifiche radiofoniche degli stati e quindi ha utilizzato il suo sistema di classificazione per costruire il Kent Music Report nazionale. Nel 1982, le vendite al dettaglio per sondaggio erano la principale fonte dei rapporti di Kent.
L'Australian Recording Industry Association (ARIA) è stata fondata dalle sei principali case discografiche operanti in Australia: EMI, Festival Records, CBS (ora Sony Music), RCA (ora BMG), WEA (ora Warner Music) e Polygram (ora Universal).. ARIA ha concesso al Kent Music Report dalla metà del 1983 la pubblicazione delle classifiche ARIA sotto il suo marchio fino alla settimana terminata il 26 giugno 1988. ARIA aveva fondato il proprio gruppo di ricerca e pubblicazione di grafici e ora competeva con il Kent Music Report.
All'inizio del 1987, il Kent Music Report è stato ribattezzato Australian Music Report. È stato utilizzato dalle principali case discografiche preferendolo alle classifiche di ARIA. L'Australian Music Report è continuato fino alla fine del 1998, dopodiché i cambiamenti nella tecnologia, come l'introduzione dei codici a barre, hanno consentito l'invio diretto delle informazioni dai punti vendita ad ARIA. Ciò significò che Kent non poteva più compilare informazioni affidabili sulle vendite.
Nel 1993, Kent ha utilizzato i suoi archivi per compilare classifiche risalenti al 1970. Ha aggiunto informazioni dai Kent Music Report e dagli Australian Music Report per pubblicare le classifiche in forma di libro come Australian Chart Book, 1970-1992. Sono seguiti l'Australian Chart Book (1940–1969) nel 2005, Australian Chart Book (1993–2005) nel 2006, e The Australian Top 20 book (1940–2006) nel 2007. e Australian Chart Chronicles (1940-2009). [15]

## Pubblicazioni
- David Kent, Kent music report 1974–1987, in Australian Music Report, 1–675, St Ives, N.S.W., David Kent, 1987, 29 giugno 1987, ISSN 0156-2223 (WC · ACNP).
- David Kent, Australian Chart Book 1970–1992, St Ives, N.S.W., Australian Chart Book, 1993, ISBN 0-646-11917-6.
- David Kent, Australian music report : Kent music report 1987–1999, in Australian Music Report, 675–1270, Pymble, N.S.W., Australian Music Report, 1987–1999, 4 gennaio 1999, ISSN 0156-2223 (WC · ACNP).
- David Kent, Australian Chart Book (1940–1969), Turramurra, N.S.W., Australian Chart Book, 2005, 2005, ISBN 0-646-44439-5.
- David Kent, Australian Chart Book (1993–2005), Turramurra, N.S.W., Australian Chart Book, 2006, 2006, ISBN 0-646-45889-2.
- David Kent, The Australian top 20 book (1940–2006), Turramurra, N.S.W., Australian Chart Book, 2007, 2007, ISBN 978-0-646-47665-0.
- David Kent, Australian Chart Chronicles (1940–2008), Turramurra, N.S.W., Australian Chart Book, 2009, 2009, ISBN 978-0-646-51203-7.
- David Kent (a cura di), Australian Chart Book (1993–2009), 2010, ISBN 978-0-646-52995-0.